# Eliaba James Surur

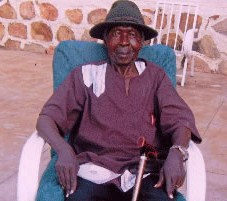
James-Elioba-Sururu.

Eliaba James Surur (arabisch إليابا جيمس سرور, geb. 21. November 1930, Mongalla, Mukaya Payam, Sudan; gest. 17. August 2014, Kampala, Uganda) war ein Politiker im Sudan. Er war der Gründer und Vorsitzende der Partei Union of Sudan African Parties 2 (USAP).

## Leben
Surur wurde in Mukaya Payam im heutigen Laniya County, Central Equatoria geboren. Er ist ein Mitglied des Stammes der Pojulu (Pöjullu). Er war Lehrer an einer weiterführenden Schule, bevor er sich politisch engagierte. Eliaba war Teilnehmer des Ersten Sudanesischen Bürgerkrieges, wo er mit den Rebellen der Anya-Nya kämpfte (1955–1972). Im Zweiten Sudanesischen Bürgerkrieg kämpfte er auf der Seite der Sudan People’s Liberation Army (SPLA) (1983–2005). Er war ein Anführer der Union of Sudan African Parties, bevor er in einer Abspaltung die USAP 2 gründete.

### Union of Sudan African Parties 2
Surur gründete die Partei 1984. Nach der Unterzeichnung des Comprehensive Peace Agreement in Nairobi, Kenia, unterstützte er mit seiner Partei die Sudan People’s Liberation Army/Movement (SPLA/M) in der Vision für einen neuen Sudan. Die USAP war einer der Hauptunterstützer der Regierung während 21 Jahren und spielte eine wichtige Rolle in der Beilegung des Konflikts durch Beteiligung im Friedensprozess des Friedensabkommens. Bevor die Partei aufgelöst wurde, war sie mit vier Sitzen in der Nationalen Legislativversammlung des Südsudan.
Im Juli 2010 kündigte Surur an, dass die Union of Sudan African Parties 2 Teil des Sudan People’s Liberation Movement. Er drückte seinen Wunsch aus, das der Südsudan in dem Unabhängigkeitsreferendum im Südsudan 2011 vereint zusammensteht.